# Saint-Hilaire-de-Lavit
Saint-Hilaire-de-Lavit is een gemeente in het Franse departement Lozère (regio Occitanie) en telt 102 inwoners (2009). De plaats maakt deel uit van het arrondissement Florac.

## Geografie
De oppervlakte van Saint-Hilaire-de-Lavit bedraagt 10,3 km², de bevolkingsdichtheid is dus 9,9 inwoners per km².
De onderstaande kaart toont de ligging van Saint-Hilaire-de-Lavit met de belangrijkste infrastructuur en aangrenzende gemeenten.

## Demografie
Onderstaande figuur toont het verloop van het inwonertal (bron: INSEE-tellingen).